# Monthureux-sur-Saône
Pour l’article homonyme, voir Monthureux-le-Sec.
Monthureux-sur-Saône est une commune française située dans le département des Vosges, en région Grand Est.
Ses habitants sont appelés les Monthurolais.

## Géographie

### Localisation
Le village de Monthureux s'allonge en une rue sur l'échine gréseuse d'un très étroit lobe de méandre de la Saône. De nombreux ponts s'en échappent : pont du Faubourg et pont des Prussiens au sud, pont Colas puis pont de la Perche au nord.
La commune se complète des quelques hameaux : Mont de Savillon sur la D 460 en direction de Saint-Julien à l'ouest, le Ricageot, le quartier de la Gare et la zone industrielle à l'est. Vittel est à 28 km, Épinal à 50 km.
|              | Bleurville           | Attigny     |
| Saint-Julien | Monthureux-sur-Saône | Claudon     |
| Godoncourt   | Regnévelle           | Martinvelle |

### Géologie et relief
La forêt s'étend sur 762 ha : bois de la Mause, de Chat Clairey, Bois ban, devant le Château, de la Poste tétiote.

### Hydrographie et les eaux souterraines

#### Réseau hydrographique
La commune est située dans le bassin versant de la Saône au sein du bassin Rhône-Méditerranée-Corse. Elle est drainée par la Saône, la Mause, le fossé Sauvage, le ruisseau de la Deuille, le ruisseau de la Gouine, le ruisseau de la Voivre et le ruisseau de Préfonrupt.
La Saône prend sa source à Vioménil au pied du Ménamont, au sud des monts Faucilles à 405 m d'altitude. Elle conflue avec le Rhône à Lyon, à l'altitude de 163 mètres après avoir traversé le val de Saône.
La Mause, d'une longueur totale de 16,7 km, prend sa source dans la commune de Gignéville et se jette dans la Saône sur la commune, après avoir traversé cinq communes.

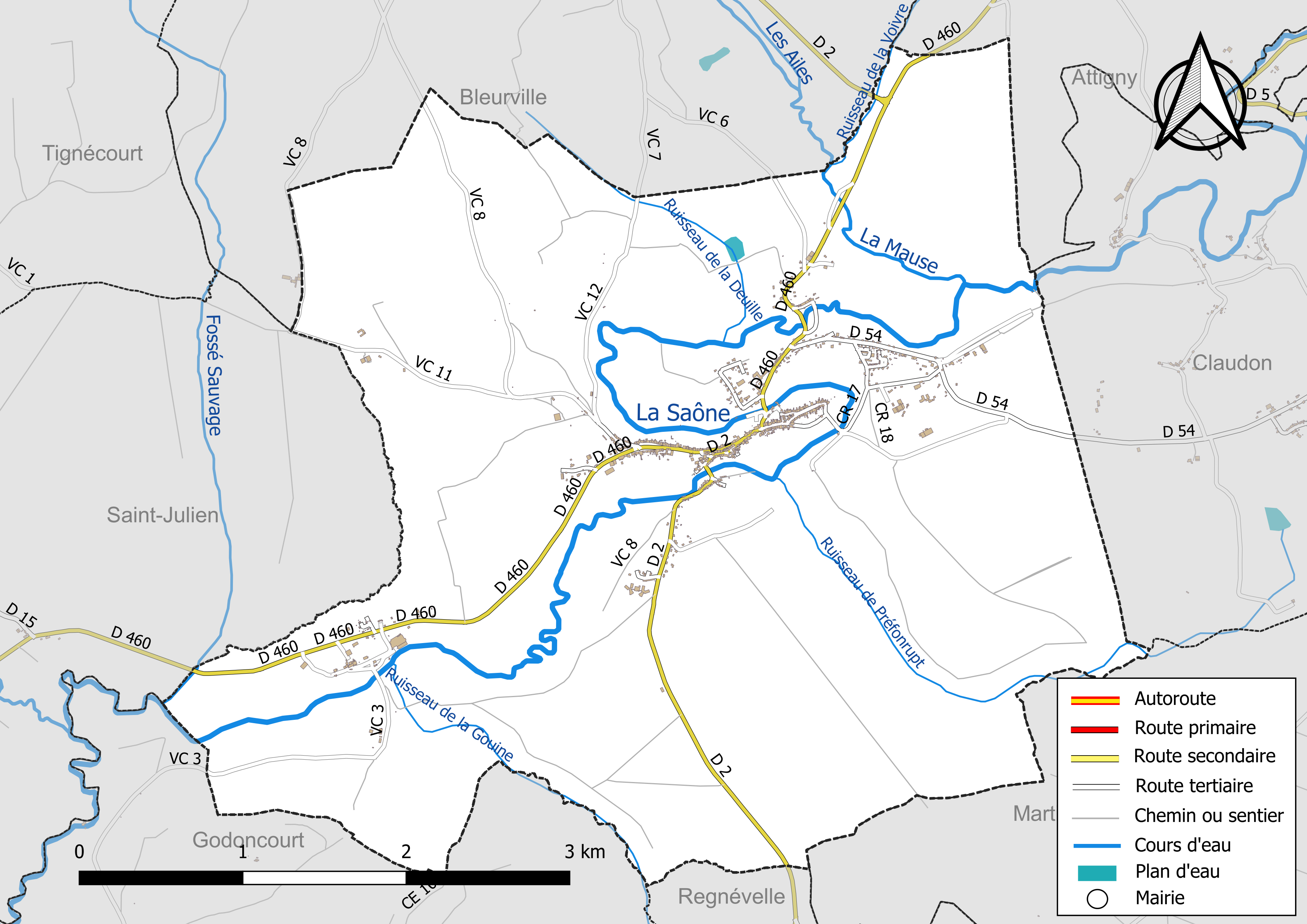
Réseaux hydrographique et routier de Monthureux-sur-Saône.

#### Gestion et qualité des eaux
Le territoire communal est couvert par le schéma d'aménagement et de gestion des eaux (SAGE) « Nappe des Grès du Trias Inférieur ». Ce document de planification, dont le territoire comprend le périmètre de la zone de répartition des eaux de la nappe des Grès du trias inférieur (GTI), d'une superficie de 1 497 km2, est en cours d'élaboration. L’objectif poursuivi est de stabiliser les niveaux piézométriques de la nappe des GTI et atteindre l'équilibre entre les prélèvements et la capacité de recharge de la nappe. Il doit être cohérent avec les objectifs de qualité définis dans les SDAGE Rhin-Meuse et Rhône-Méditerranée. La structure porteuse de l'élaboration et de la mise en œuvre est le conseil départemental des Vosges.
La qualité des eaux de baignade et des cours d’eau peut être consultée sur un site dédié géré par les agences de l’eau et l’Agence française pour la biodiversité.

### Climat
Pour des articles plus généraux, voir Climat du Grand Est et Climat des Vosges.
En 2010, le climat de la commune est de type climat des marges montargnardes, selon une étude du Centre national de la recherche scientifique s'appuyant sur une série de données couvrant la période 1971-2000. En 2020, Météo-France publie une typologie des climats de la France métropolitaine dans laquelle la commune est dans une zone de transition entre le climat océanique altéré et le climat océanique altéré et est dans la région climatique  Lorraine, plateau de Langres, Morvan, caractérisée par un hiver rude (1,5 °C), des vents modérés et des brouillards fréquents en automne et hiver.
Pour la période 1971-2000, la température annuelle moyenne est de 9,8 °C, avec une amplitude thermique annuelle de 17,2 °C. Le cumul annuel moyen de précipitations est de 928 mm, avec 12,7 jours de précipitations en janvier et 9,5 jours en juillet. Pour la période 1991-2020, la température moyenne annuelle observée sur la station météorologique de Météo-France la plus proche, « Lignéville », sur la commune de Lignéville à 15 km à vol d'oiseau, est de 10,3 °C et le cumul annuel moyen de précipitations est de 856,3 mm. 
La température maximale relevée sur cette station est de 38,7 °C, atteinte le 25 juillet 2019 ; la température minimale est de −17,5 °C, atteinte le 20 décembre 2009,,.
Les paramètres climatiques de la commune ont été estimés pour le milieu du siècle (2041-2070) selon différents scénarios d'émission de gaz à effet de serre à partir des nouvelles projections climatiques de référence DRIAS-2020. Ils sont consultables sur un site dédié publié par Météo-France en novembre 2022.

## Urbanisme

### Typologie
Au 1er janvier 2024, Monthureux-sur-Saône est catégorisée commune rurale à habitat dispersé, selon la nouvelle grille communale de densité à sept niveaux définie par l'Insee en 2022.
Elle est située hors unité urbaine et hors attraction des villes,.

### Occupation des sols
L'occupation des sols de la commune, telle qu'elle ressort de la base de données européenne d’occupation biophysique des sols Corine Land Cover (CLC), est marquée par l'importance des forêts et milieux semi-naturels (47,5 % en 2018), une proportion identique à celle de 1990 (47,5 %). La répartition détaillée en 2018 est la suivante : 
forêts (47,5 %), prairies (29 %), zones agricoles hétérogènes (13,1 %), zones urbanisées (8,3 %), cultures permanentes (2,2 %). L'évolution de l’occupation des sols de la commune et de ses infrastructures peut être observée sur les différentes représentations cartographiques du territoire : la carte de Cassini (XVIIIe siècle), la carte d'état-major (1820-1866) et les cartes ou photos aériennes de l'IGN pour la période actuelle (1950 à aujourd'hui).

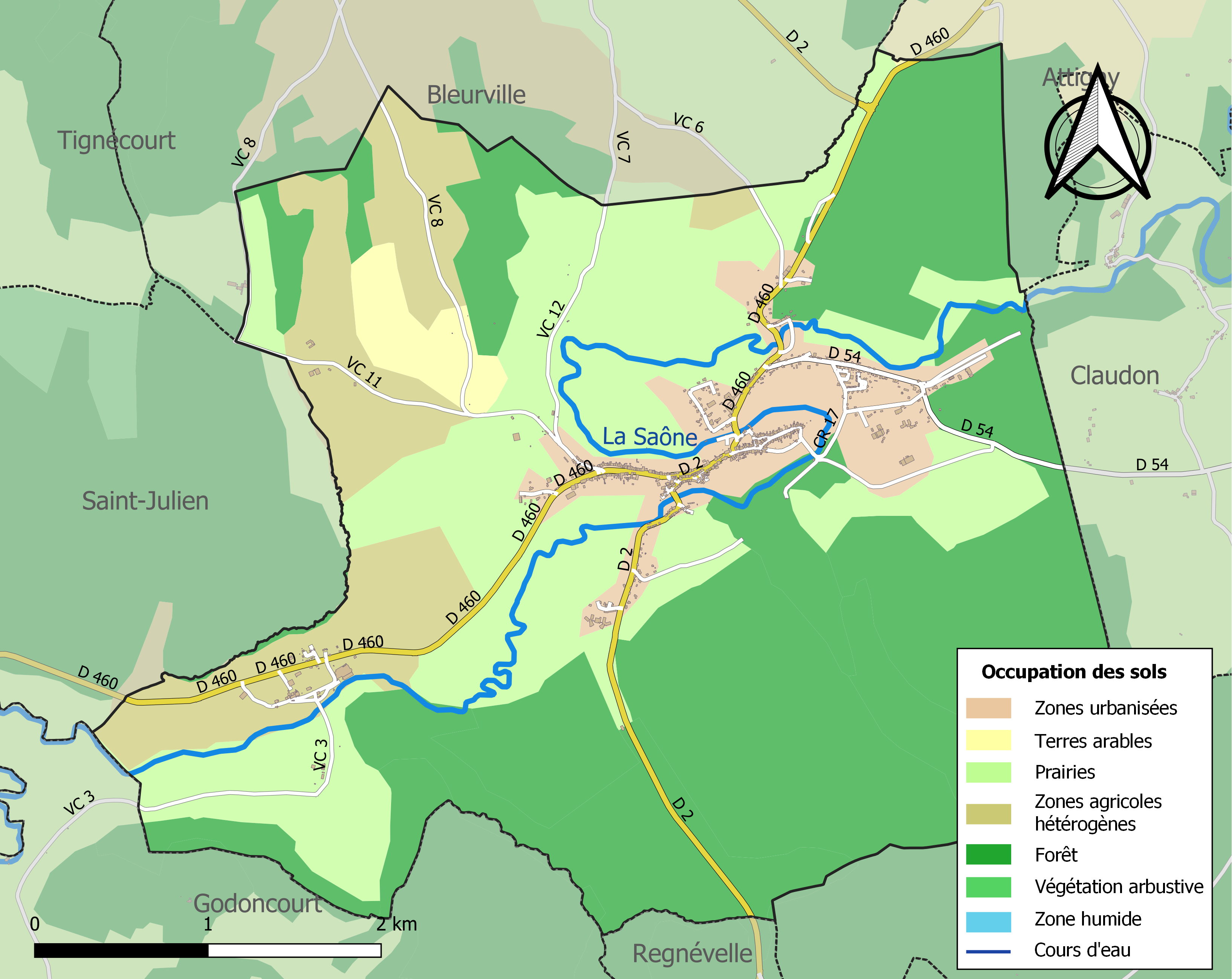
Carte des infrastructures et de l'occupation des sols de la commune en 2018 (CLC).

### Voies de communications et transports

#### Voies routières
- Autoroute A31 : Échangeur Bulgnéville.

#### Transports en commun

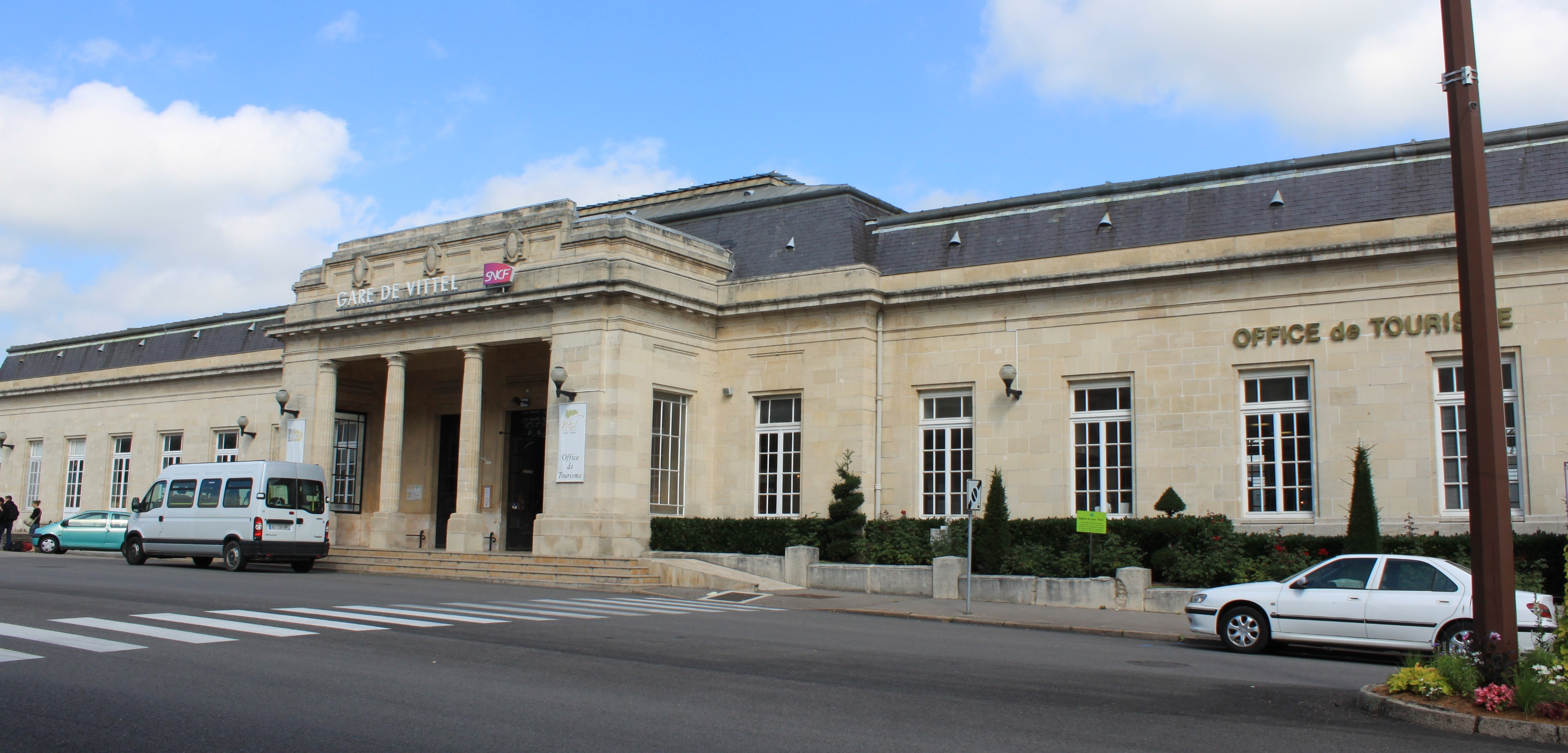
Gare de Vittel.

- Fluo Grand Est.

#### Lignes SNCF
- Gare de Contrexéville
- Gare de Vittel

## Toponymie
Le nom de la localité est attesté sous les formes B. de Mosteriolo (1072) ; Warmannus de Mosterul (1190) ; Sacerdos de Mosterolo (1199) ; Monasteriolum (XIIe siècle) ; Mosterol (XIIe siècle) ; Musteriolum (1209) ; Domum… de Mosteruel (1222) ; Mosturuel (1223) ; Monterul (1227) ; Mosteroil suis Sone (1293) ; Mostereul suz Saonne (1296) ; Monstureul seur Saonne (1317) ; Monsturuel sus Sone (1317) ; Mosturol sus Saone (1321) ; Monsteruel sux Sone, Mosturuel suz Sone (1321) ; Monstuel sus Saone (1383) ; Mostureulx sur Sogne, Monstureulx sur Sohone (1410) ; Monstureux sur Soigne (1456) ; De Monterello, Monsterello supra Sagonem (1402) ; Montureuz sur Soene (1491) ; Monstreul sur Sonne (1513) ; Monstereul sur Saone (1594) ; Monstreul sur Saonne (1600) ; Montreulx sur Sone (1605) ; Montreux sur Saonne (1605) ; Montreul sur Saone (1610) ; Monstreux sur Saonne (1613) ; Monthureux sur Saone (1614) ; Monstreuil sur Saone (1656) ; Montheureux sur Saone (1690) ; Montreux sur Saone (1702) ; Montureux sur Saone, Mons Felix ou Monasteriolum ad Sagonam (1768) ; Montureux-sur-Saône ou Monthureux (1779).

La graphie avec un h est due à l'erreur d'un copiste sur un document qui, vers 1628, écrivit Montheureux.
Le nom de Monasteriolum (« petit monastère, église ») n'est pas attesté avant la fin du IXe et début du Xe siècle. La christianisation allant bon train, chaque village a bâti qui sa chapelle, qui son église et les curés comme les moines qu’il fallut loger. On construisit pour cela un peu partout de petits édifices qu’on appela, en latin ecclésiastique bien sûr, monasteriolum et parfois monasterellum ou encore monastellum. Le temps passant, ces mots ont parfois fini par désigner une simple dépendance d’un monastère, voire une simple chapelle ou une petite église. C’est de ces petits monastères-là, qui ont laissé leur nom au lieu où ils s’élevaient.

## Histoire

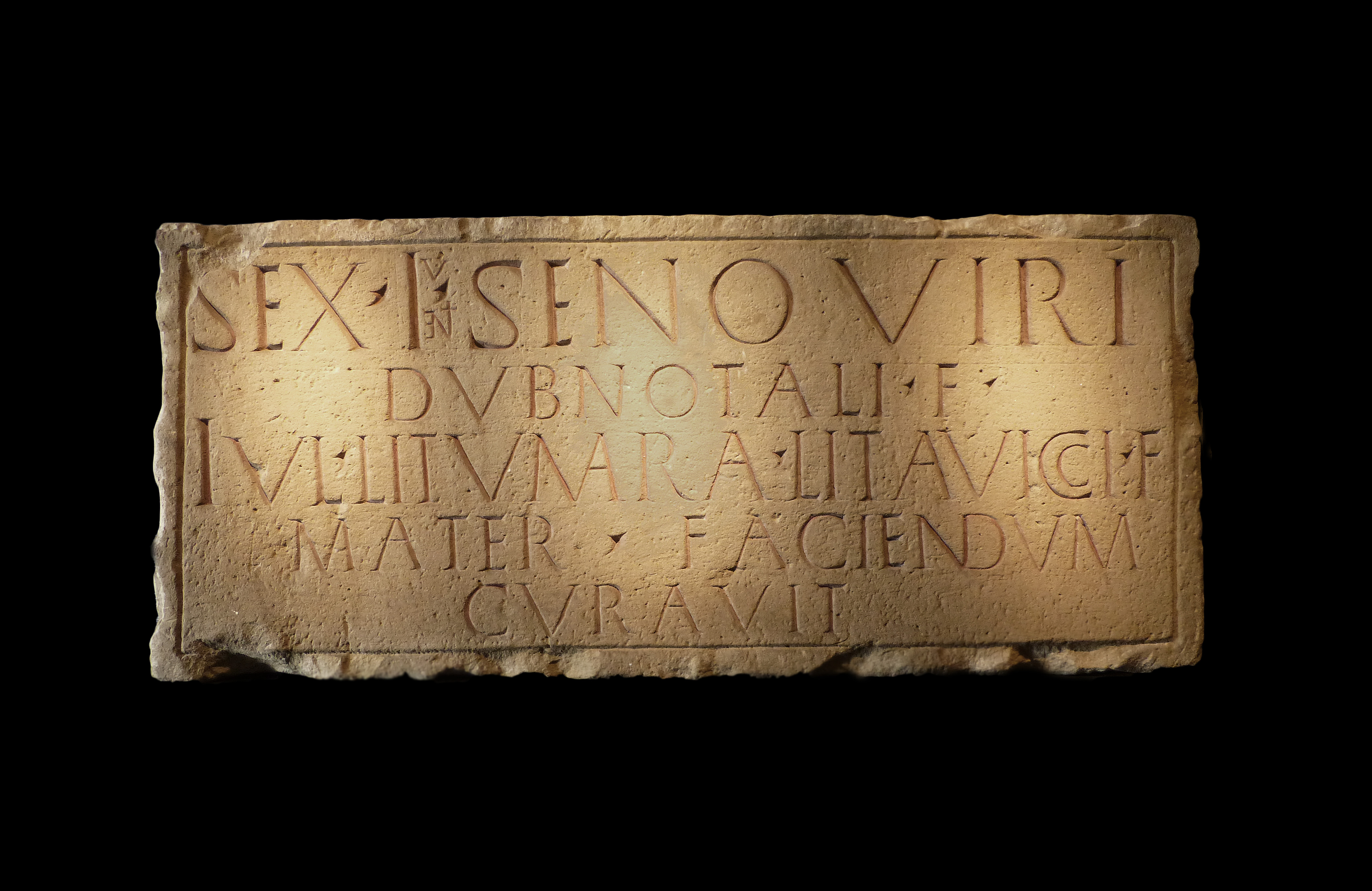
Inscription funéraire gallo-romaine dédiée à Sextius Juventus.
Musée départemental d'art ancien et contemporain d'Épinal.

L'origine de Monthureux-sur-Saône n'est pas connue avec certitude.
Il est probable qu'à l'époque gauloise, l'emplacement qu'il occupe aujourd'hui était recouvert par la forêt.
Lorsque l'on évoque Monthureux, on se réfère souvent au cimetière gallo-romain et au château féodal. En fait, le site était habité depuis longtemps lorsque les Romains firent la conquête de la Gaule. Le territoire de Monthureux est bordé au nord par celui de Bleurville sur lequel fut découvert au XIXe siècle, au centre du village actuel, une importante villa gallo-romaine dotée de bains de grandes dimensions.
Le territoire des Lingons, capitale Langres, auquel appartenait Monthureux, s'étendait jusqu'à la Saône supérieure et l'immense forêt de Darney.
L'armée romaine fit construire de nombreuses voies militaires (une voie romaine venant de Langres passait par Monthureux et se dirigeait vers Baccarat). Peu à peu, les indigènes celtes se romanisèrent pour devenir des Gallo-romains.
Au Bas Empire commence l'installation de lètes et de colons germaniques, puis la conquête proprement-dite par les Francs et les Burgondes qui se disputent la région. Les noms en -court, puis en -ville, -velle de la région par exemple, montre l'emprise croissante de ces Francs qui se romanisent.
Il est probable qu'à l'époque, le seul endroit habité devait être les plateaux et les pentes de la Vignotte.
Il faut s'arrêter et flâner le long des rues ou des ruelles pour découvrir un autre aspect du bourg. : les vestiges de son passé lointain qui racontent une histoire vieille de près de 2000 ans.
C'est dans le hall de la mairie que l'on peut voir les témoins de cette époque : des stèles gallo-romaines datant du Ier siècle de notre ère.
Des fouilles faites à la Vignotte au début du siècle, ont mis au jour des sarcophages recelant des objets précieux (collection privée et musée d'Epinal). On trouve encore des traces de voies romaines et le Pont du diable au pied de la côte Sainte-Anne.
Après un grand saut dans le temps, nous trouvons le souvenir du monastère qui a donné son nom à la bourgade : Monasteriolum (devenu Monstreuil) puis Montreux et enfin Monthureux, il pourrait remonter à l'époque carolingienne.
L'église actuelle, qui fut celle du prieuré, a été agrandie et entièrement refaite au XVIe siècle. Cependant on distingue encore le tracé de grandes arcades romanes (XIe) sur le mur extérieur nord qui domine la rue.
Du prieuré lui-même, il ne subsiste plus que deux piliers ronds et massifs qu'encadrent la porte-cochère située au pied du vieil escalier de pierre conduisant à l'ancien cimetière.
Dépendant de l'abbaye de Luxeuil, le prieuré bénédictin possédait la partie est de Monthureux, la plus ancienne, où l'on peut encore voir le puits qui a donné son nom à la "rue du Puits-Châné" (puits à chaîne), la maison du guetteur avec sa fenêtre d'angle et de très belles portes à frontons.
La rue du Gros-Tilleul a un ensemble de fermes bien lorraines avec portes de granges et œils de bœuf, sans oublier la goulotte de la pierre à eau et le traditionnel usoir entre maison et rue.
Du pont près de la place (ancien pont-levis), on voit encore très bien la base des trois tours qui furent démantelées par les Suédois en 1635.
Au pied du château se pressaient des petites maisons en partie troglodytes dont plusieurs cavités sont encore visibles dans la roche.
La place toute fleurie, forme un ensemble autour de sa fontaine ronde à étages. Elle se prolonge par une allée bordée de tilleuls qui fut le promenoir des Moines au XVIIe.
Tout au bout de cette allée, le couvent des Tiercelins a gardé de beaux vestiges.

## Politique et administration
| Période                                  | Période                      | Identité                         | Étiquette                                                                                      | Qualité |
| ---------------------------------------- | ---------------------------- | -------------------------------- | ---------------------------------------------------------------------------------------------- | --- |
| Les données manquantes sont à compléter. |                              |                                  |                                                                                                | |
| 1862                                     | 1873                         | Édouard Bresson                  |                                                                                                | Propriétaire d'une filature.                                                                                       |
| Les données manquantes sont à compléter. |                              |                                  |                                                                                                | |
| mai 1876                                 | mars 1911                    | Édouard Bresson                  | Centre gauche (1876-1885) Union des gauches (1885-1889) puis proche Républicains progressistes | Député des Vosges (1876-1889) Conseiller général du canton de Darney (1870-1907)                                   |
| 1911                                     | 1919                         | Théophile Cœurdacier (1869-1934) |                                                                                                | |
| 1919                                     | 1923                         | Bernard Bliquez                  |                                                                                                | |
| 1923                                     | 1925                         | Henri Gérard                     |                                                                                                | |
| 1925                                     | 1929                         | Théophile Cœurdacier (1869-1934) |                                                                                                | Conseiller général du canton de Monthureux-sur-Saône (1928-1934)                                                   |
| 1929                                     | 1937                         | Léon Poupé                       |                                                                                                | |
| 1937                                     | 1947                         | Robert Bellin (1894-1980)        | Radical                                                                                        | Conseiller général du canton de Monthureux-sur-Saône (1945-1949)                                                   |
| 1947                                     | 1959                         | Léon Lambert                     |                                                                                                | |
| 1959                                     | mars 1977                    | Jean Cayotte (1902-2001)         | DVD                                                                                            | Médecin Conseiller général du canton de Monthureux-sur-Saône (1961-1979) Conseiller régional (1974-1979)           |
| mars 1977                                | mars 1983                    | Rolande Lambert (1915-2012)      | DVG                                                                                            | Retraitée de l'Éducation nationale (proviseur dans l'Orne)                                                         |
| mars 1983                                | mars 2008                    | Henri Didier (1940-)             | UDF-PR                                                                                         | Chef d'entreprise Conseiller général du canton de Monthureux-sur-Saône (1979-1992) Conseiller régional (1985-1991) |
| mars 2008                                | mars 2020                    | Raynald Magnien                  | Modem                                                                                          | Conseiller en gestion et management                                                                                |
| mars 2020                                | En cours (au 4 juillet 2025) | Pierre Sylvestre                 |                                                                                                | |

### Budget et fiscalité 2022

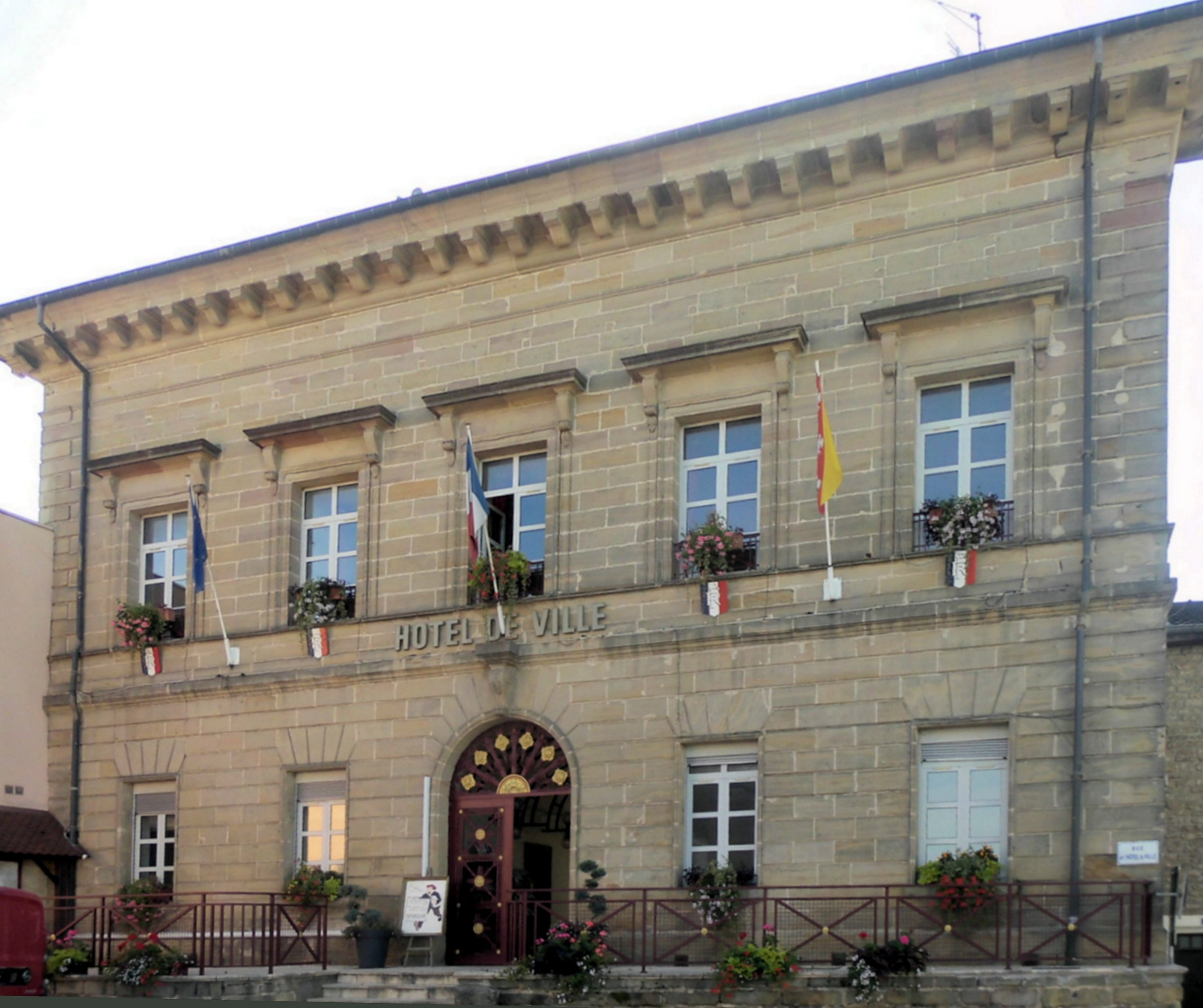
L'hôtel de ville.

En 2022, le budget de la commune était constitué ainsi :
- total des produits de fonctionnement : 863 000 €, soit 931 € par habitant ;
- total des charges de fonctionnement : 723 000 €, soit 780 € par habitant ;
- total des ressources d'investissement : 241 000 €, soit 260 € par habitant ;
- total des emplois d'investissement : 268 000 €, soit 289 € par habitant ;
- endettement : 715 000 €, soit 772 € par habitant.

Avec les taux de fiscalité suivants :
- taxe d'habitation : 16,06 % ;
- taxe foncière sur les propriétés bâties : 40,25 % ;
- taxe foncière sur les propriétés non bâties : 18,51 % ;
- taxe additionnelle à la taxe foncière sur les propriétés non bâties : 0,00 % ;
- cotisation foncière des entreprises : 0,00 %.

Chiffres clés Revenus et pauvreté des ménages en 2021 : médiane en 2021 du revenu disponible, par unité de consommation : 20 500 €.

## Population et société

### Démographie

#### Évolution démographique
L'évolution du nombre d'habitants est connue à travers les recensements de la population effectués dans la commune depuis 1793. Pour les communes de moins de 10 000 habitants, une enquête de recensement portant sur toute la population est réalisée tous les cinq ans, les populations de référence des années intermédiaires étant quant à elles estimées par interpolation ou extrapolation. Pour la commune, le premier recensement exhaustif entrant dans le cadre du nouveau dispositif a été réalisé en 2004.

En 2022, la commune comptait 870 habitants, en évolution de +0,93 % par rapport à 2016 (Vosges : −2,96 %, France hors Mayotte : +2,11 %).
| 1793  | 1800  | 1806  | 1821  | 1831  | 1836  | 1841  | 1846  | 1856  |
| ----- | ----- | ----- | ----- | ----- | ----- | ----- | ----- | ----- |
| 1 340 | 1 351 | 1 414 | 1 424 | 1 618 | 1 795 | 1 781 | 1 693 | 1 594 |

| 1861  | 1866  | 1872  | 1876  | 1881  | 1886  | 1891  | 1896  | 1901  |
| ----- | ----- | ----- | ----- | ----- | ----- | ----- | ----- | ----- |
| 1 601 | 1 656 | 1 516 | 1 534 | 1 508 | 1 588 | 1 514 | 1 511 | 1 364 |

| 1906  | 1911  | 1921  | 1926  | 1931  | 1936  | 1946  | 1954  | 1962  |
| ----- | ----- | ----- | ----- | ----- | ----- | ----- | ----- | ----- |
| 1 353 | 1 284 | 1 156 | 1 217 | 1 103 | 1 110 | 1 093 | 1 086 | 1 085 |

| 1968  | 1975  | 1982  | 1990  | 1999  | 2004 | 2006 | 2009 | 2014 |
| ----- | ----- | ----- | ----- | ----- | ---- | ---- | ---- | ---- |
| 1 166 | 1 156 | 1 111 | 1 065 | 1 004 | 959  | 948  | 938  | 854  |

| 2019 | 2022 | - | - | - | - | - | - | - |
| ---- | ---- | - | - | - | - | - | - | - |
| 909  | 870  | - | - | - | - | - | - | - |

### Enseignement
Établissements d'enseignements :
- Écoles maternelles et primaires à Monthureux-sur-Saône.
- Collège à Monthureux-sur-Saône.
- Lycées à Contrexéville, La Vôge-les-Bains, Mandres-sur-Vair.

### Santé
Professionnels et établissements de santé :
- Médecins à Monthureux-sur-Saône, Darney, Passavant-la-Rochère, Mont-lès-Lamarche, Corre, Martigny-les-Bains.
- Pharmacies à Monthureux-sur-Saône, Darney, Passavant-la-Rochère, Hennezel, Corre, Martigny-les-Bains.
- Hôpitaux à Lamarche, Vittel, Saint-Rémy, Ville-sur-Illon.

### Cultes
- Culte catholique, Paroisse Notre-Dame-de-la-Saône[27], Diocèse de Saint-Dié.

## Économie

### Entreprises et commerces

#### Agriculture
- Culture de céréales, de légumineuses et de graines oléagineuses.
- Sylviculture et autres activités forestières.
- Reproduction de plantes.
- Élevage de vaches laitières.
- Élevage d'ovins et de caprins.
- Élevage de chevaux et d'autres équidés.
- Élevage de volailles.
- Élevage d'autres animaux.

#### Tourisme
- Hébergements et restauration à Monthureux-sur-Saône, Claudon, Dombasle-devant-Darney, Contrexéville, Bourbonne-les-Bains, Vittel.

#### Commerces
- Commerces et services de proximité.

## Culture locale et patrimoine

### Lieux et monuments
- Église Saint-Michel[28] :

son orgue,,
tableau Vierge à l'Enfant dite Notre-Dame des douze étoiles.
et son sépulcre "mise au tombeau" de l'école rhénane.
- De nos jours le couvent de Monthureux subsiste encore, vendu avec les biens nationaux à la Révolution, il abrita pendant près de deux siècles une communauté de moines tiercelins[34],[35]. Il est aujourd'hui visible au bout de l'allée des Moines (le long de la RD 460).
- Château de Monthureux (IXe siècle), vestiges[36].
- Projet de Parc Naturel Régional, Vosges/Haute-Saône/Haute-Marne. Lorraine/Franche-Comté/Champagne-Ardenne[37].
- Maison du patrimoine local dans l'ancien presbythère[38].
- Monument aux morts[39].
- Les jardins du Presbytère - Chaque été la Cie l'Odyssée y organise pendant 1 semaine de grands spectacles populaires. En 2018 : "Don Camillo, la mystérieuse prophétie" du 7 au 12 août.
- Les fontaines[40],[41],[42].
- Patrimoine architectural rural recensé par le service de l'Inventaire général du patrimoine culturel.
- Création de Rollin Jean-Louis Rollin, sculpteur. Collège du Pervis : L'enfant vers l'homme[43],[44].

## Galerie

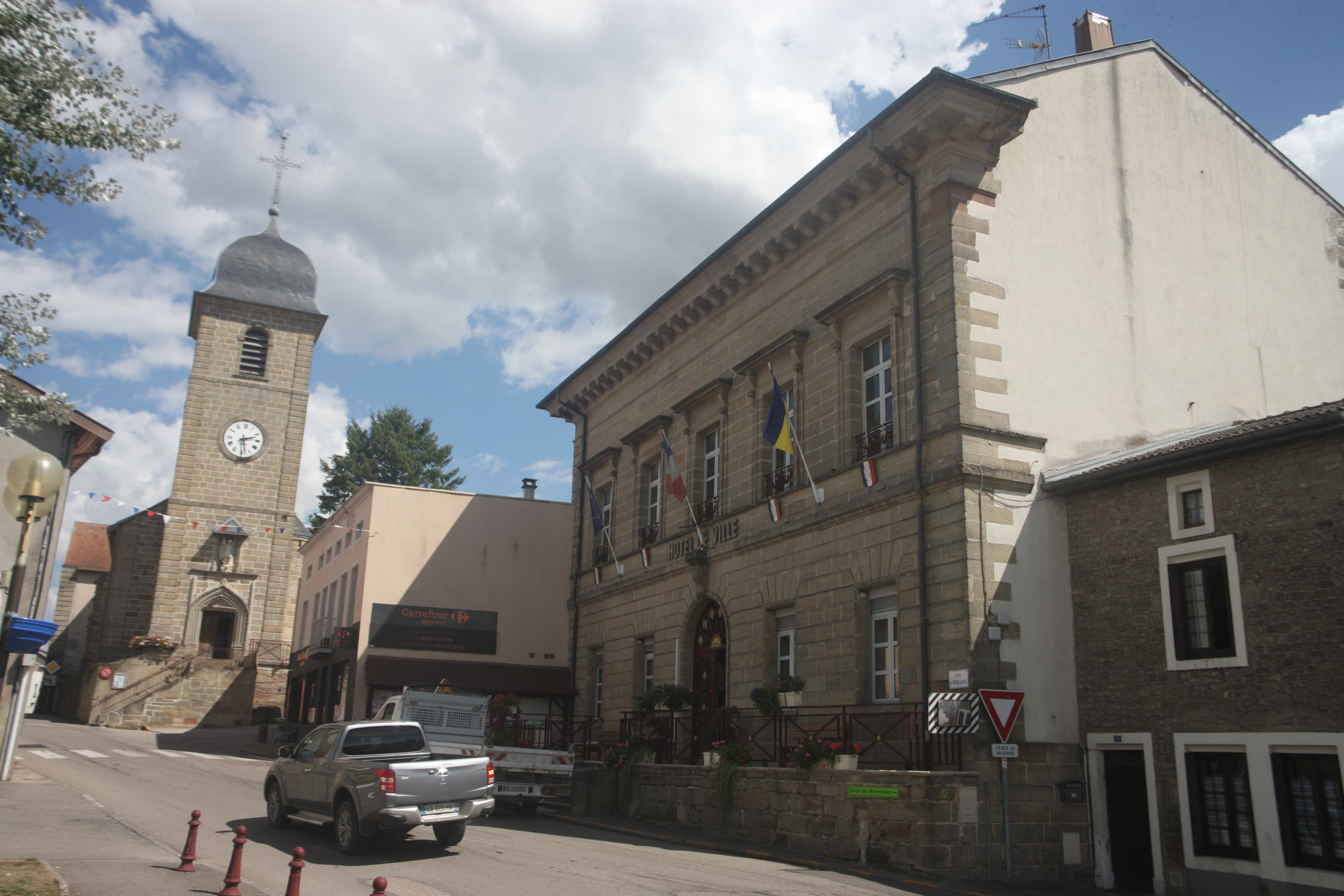
Vue sur l'Hôtel de ville et l'église Saint-Michel.
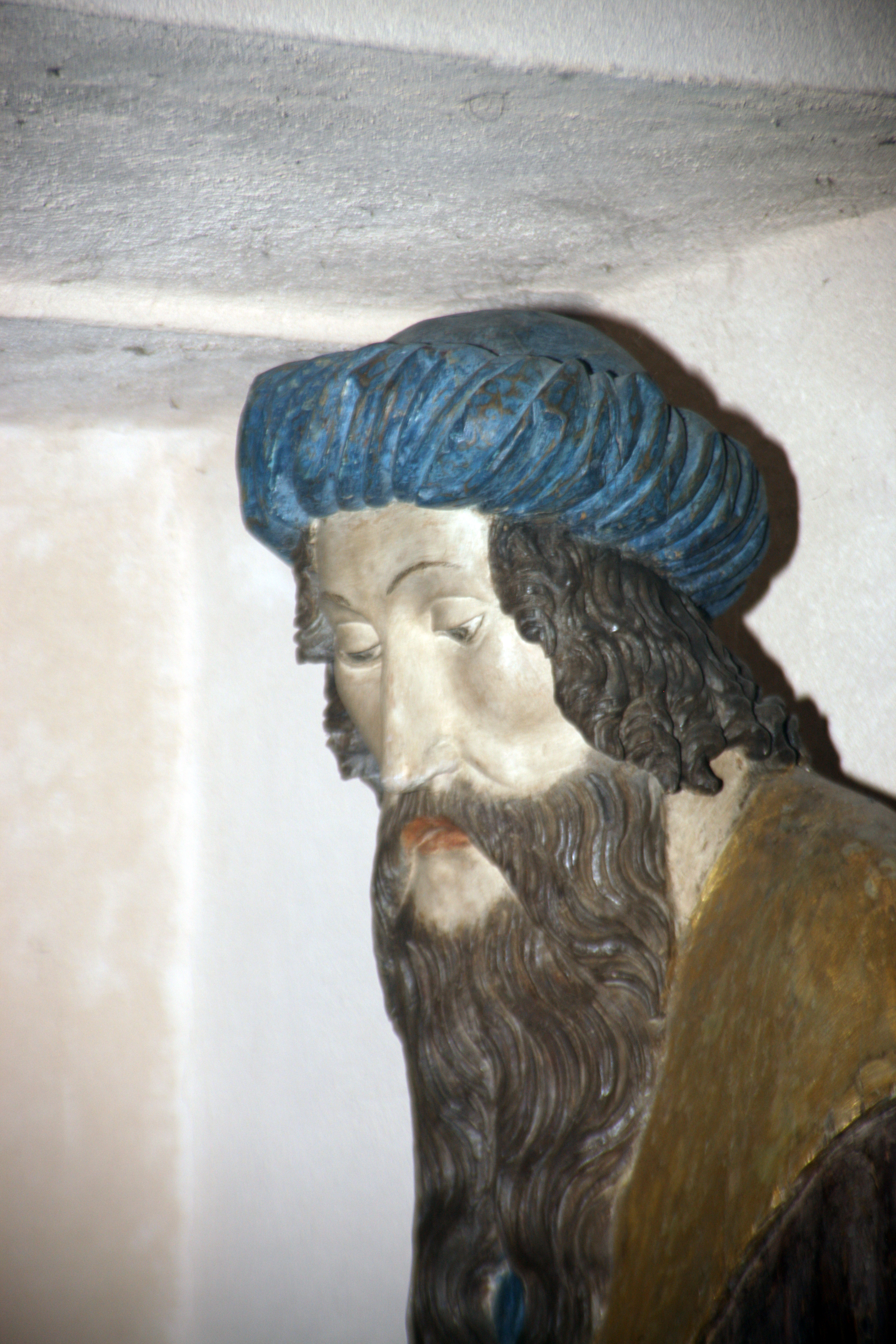
Mise au tombeau (détail).
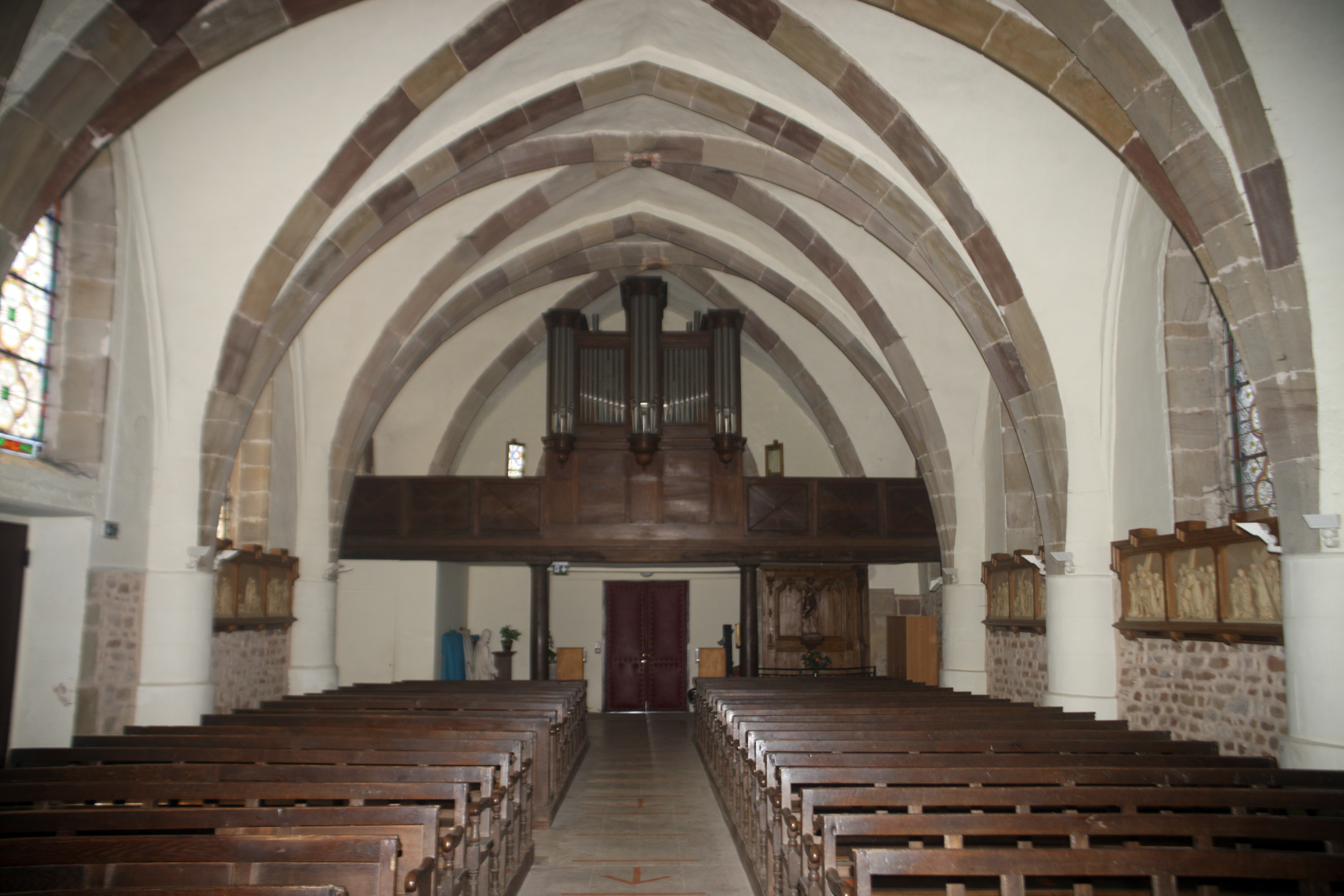
Intérieur de l'église et orgue (XIXe siècle MH).
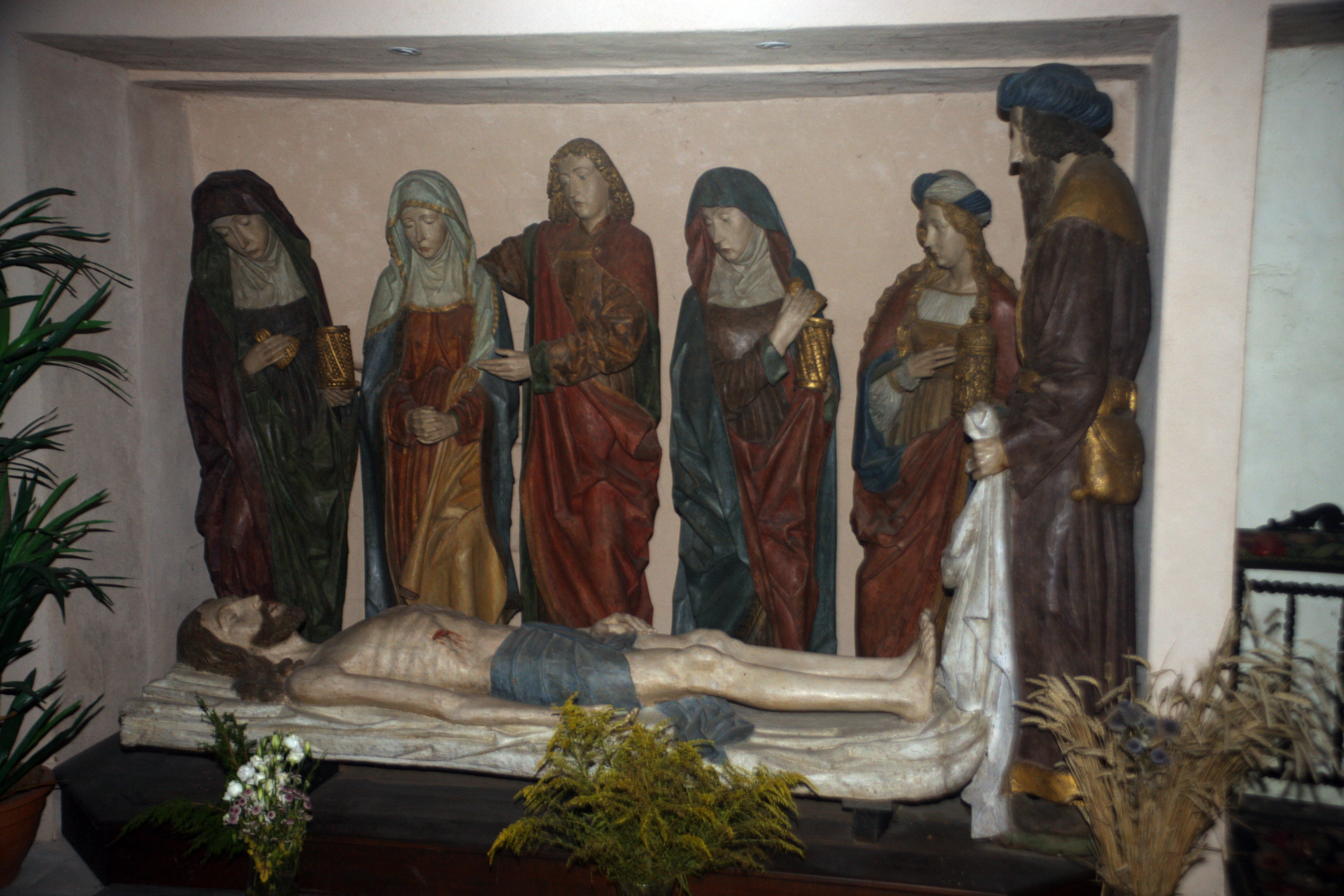
Mise au tombeau de l'école Rhénane (XVe siècle MH).
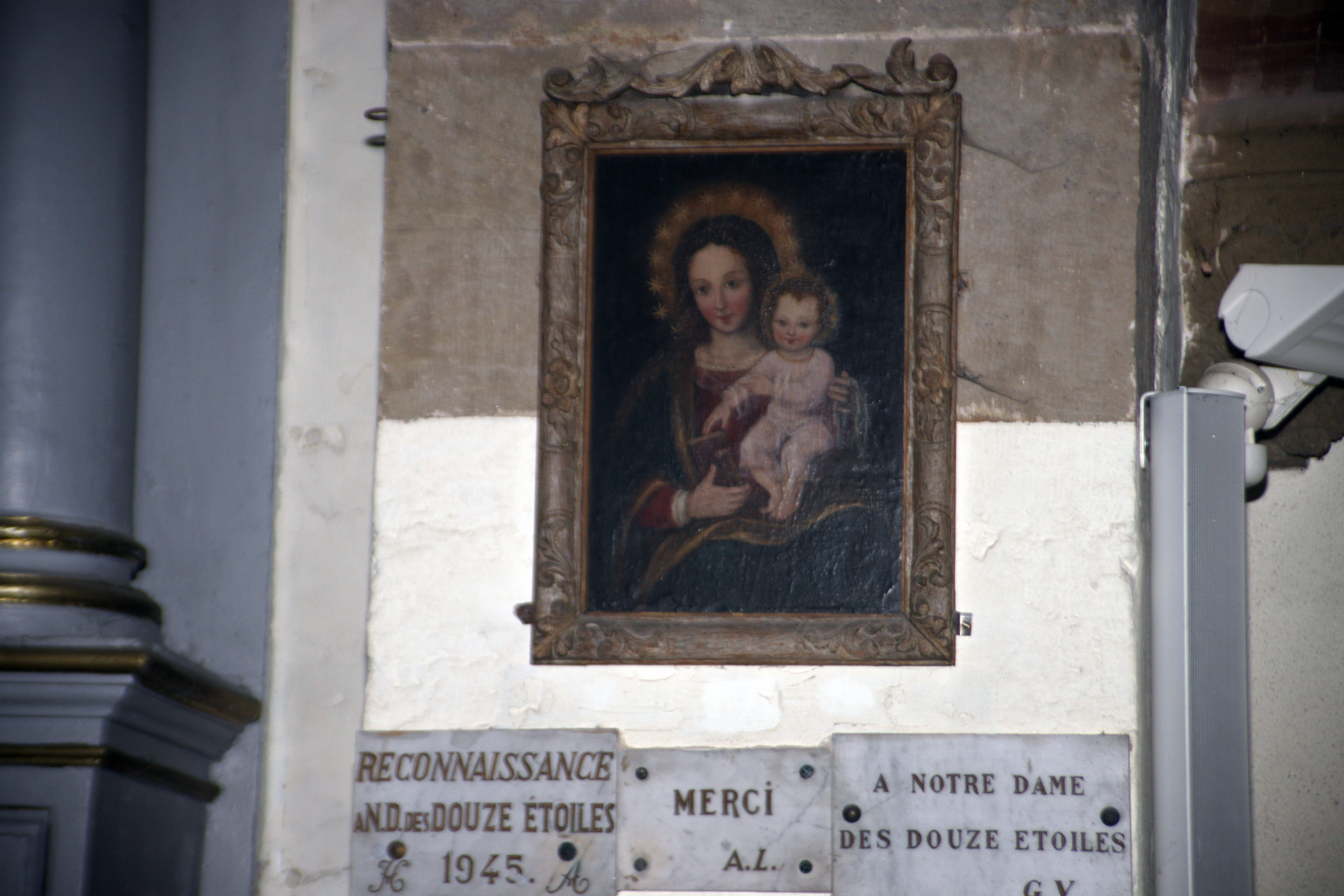
Notre dame des 12 étoiles (XVIe siècle MH).
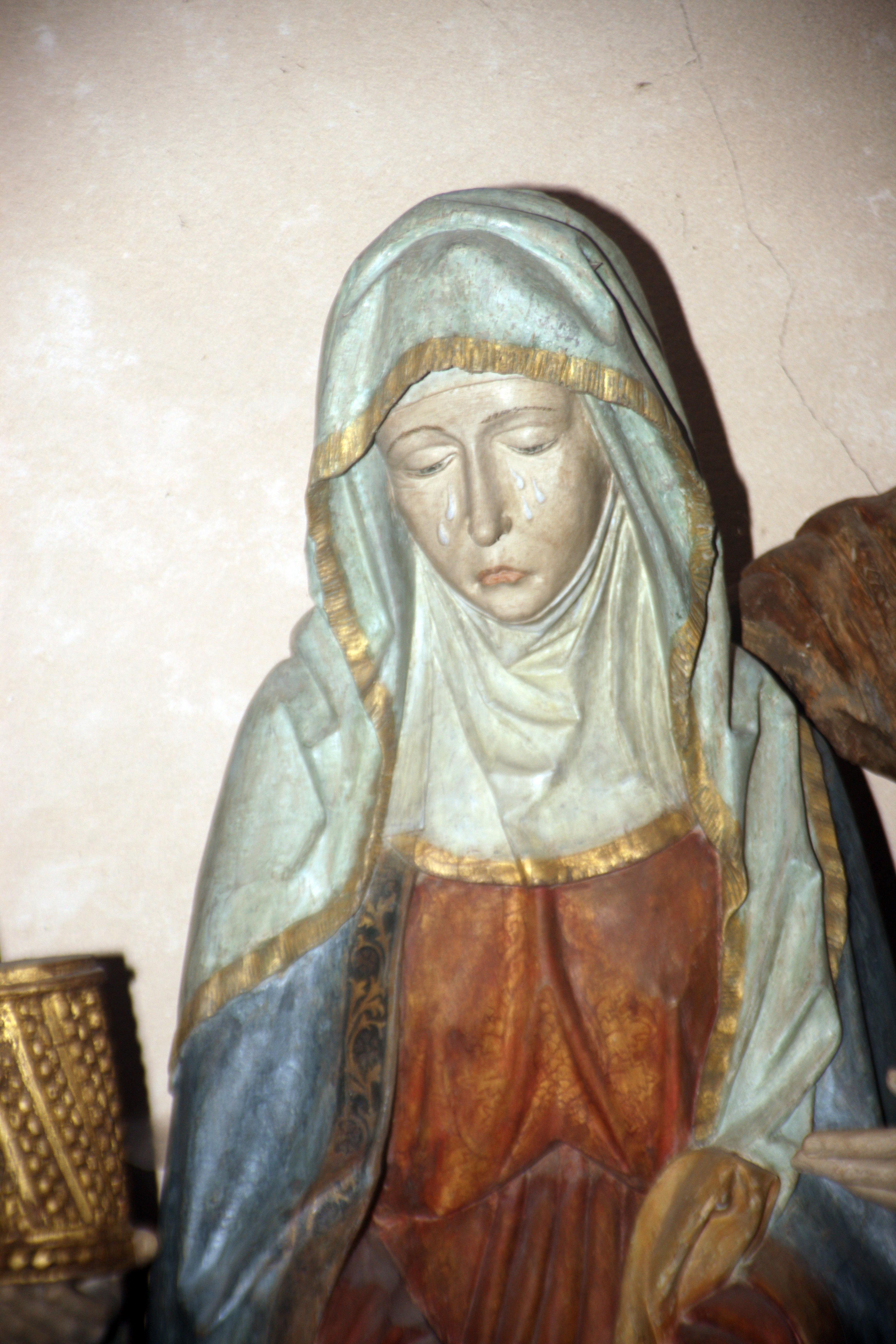
Mise au tombeau (détail).
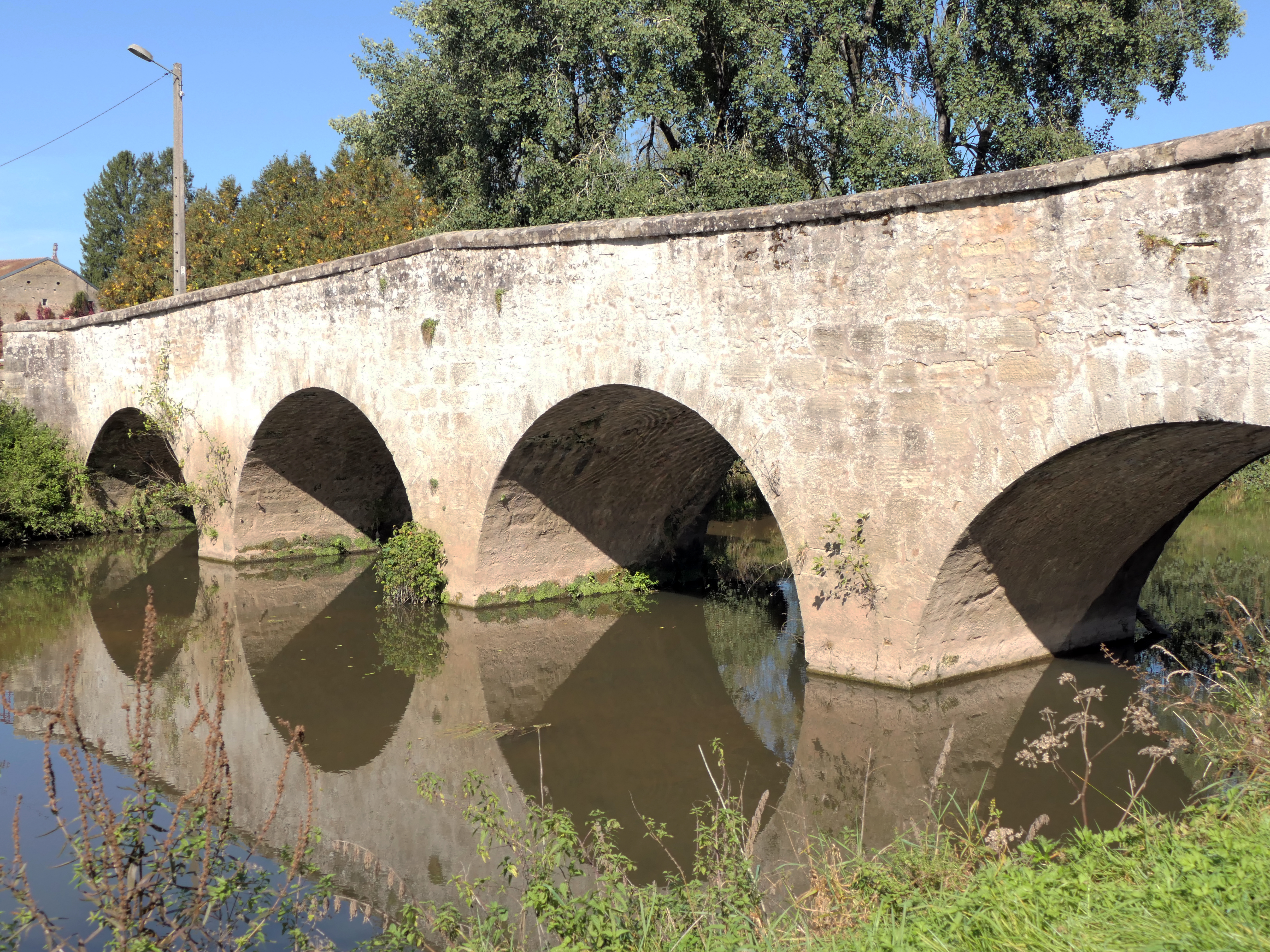
Pont des prussiens.
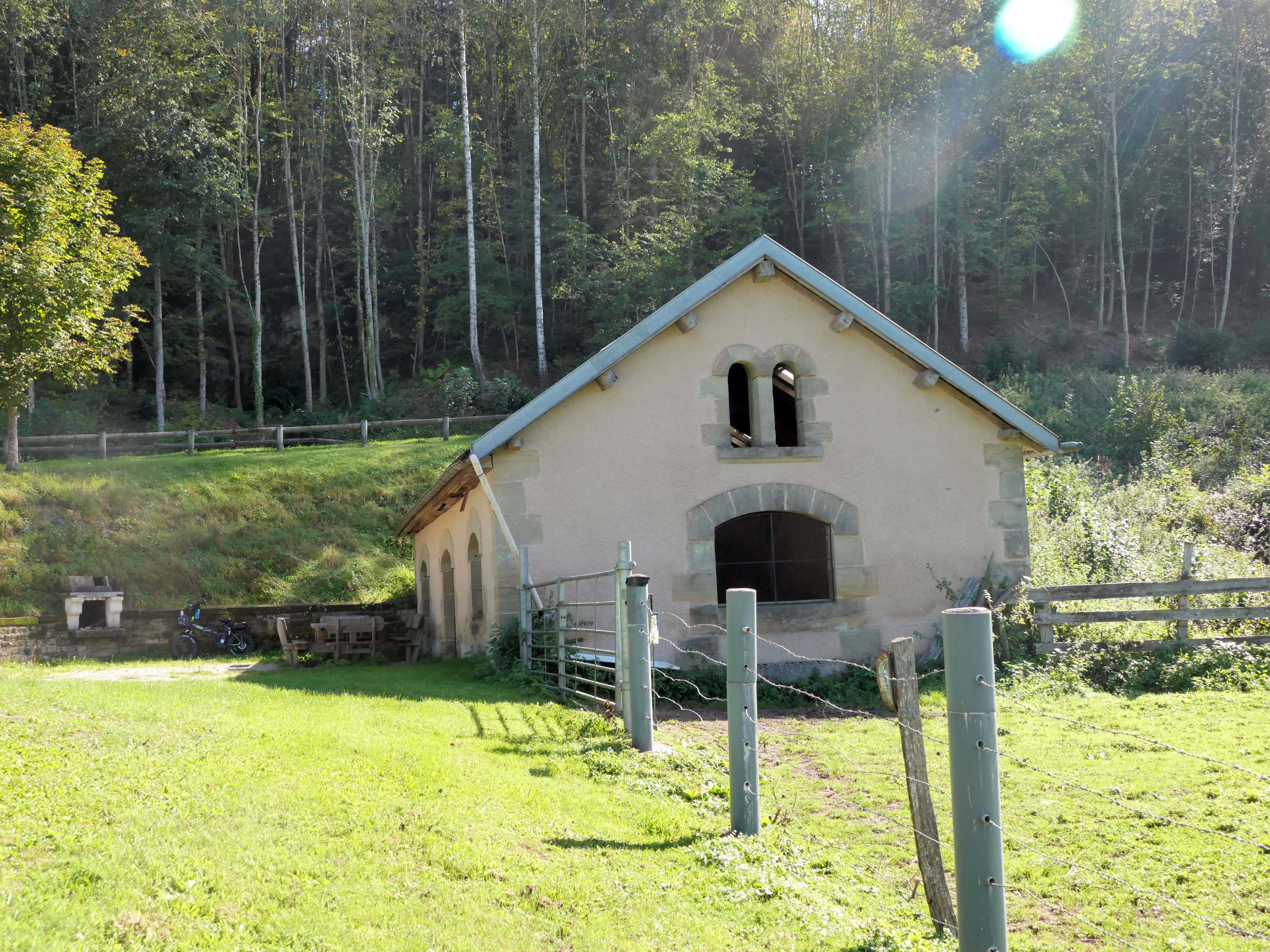
Grand lavoir.
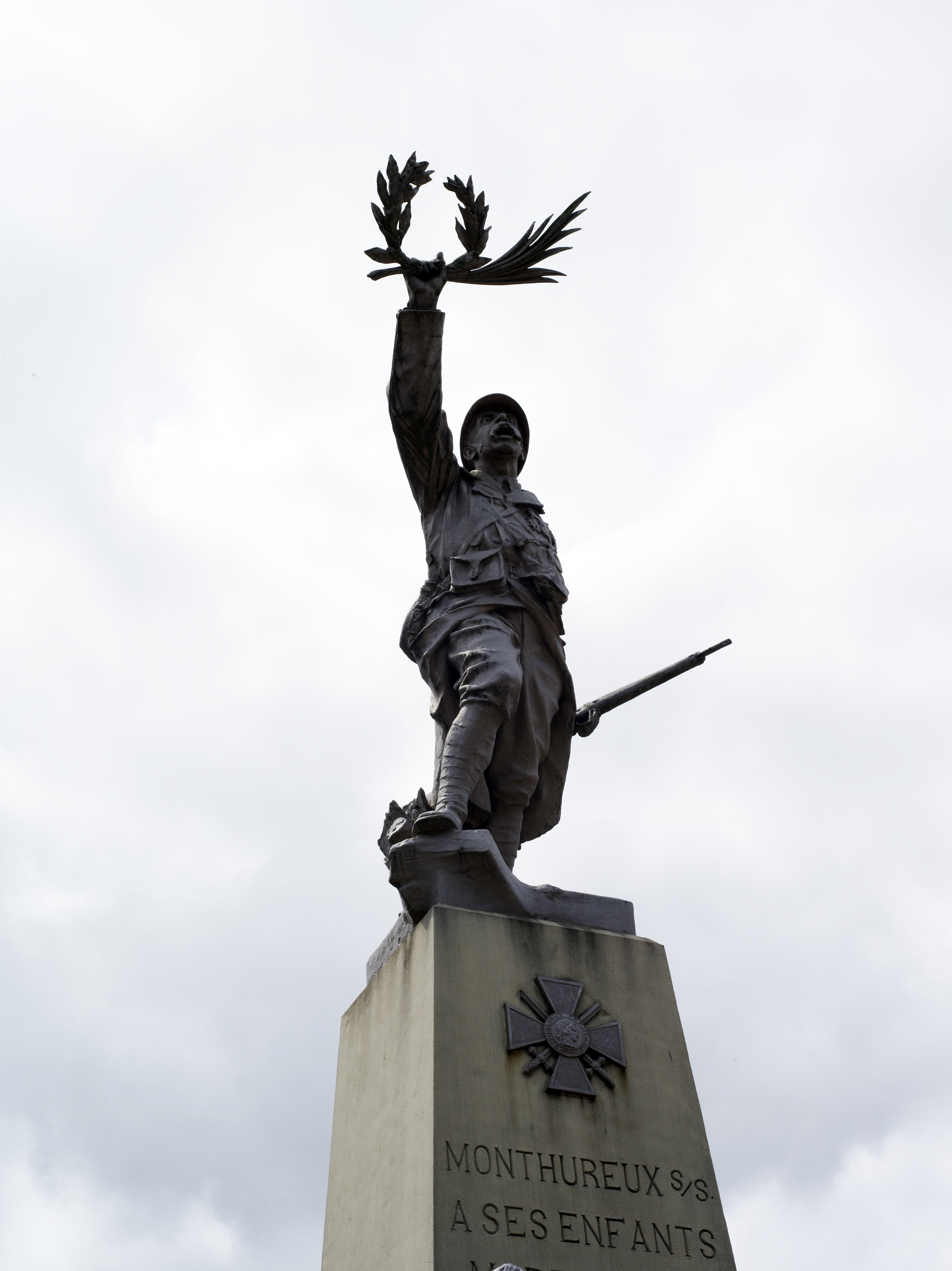
Monument aux morts.

### Personnalités liées à la commune
- Charles Lévy (1805-1872), né à Monthureux-sur-Saône et mort à Bains-les-Bains, dépose un brevet pour une machine à clou dont l'usage améliora la production. Une rue de Bains-les-Bains porte son nom[45].
- Christian Kiener (1807-1896) a dirigé une importante filature à  Monthureux-sur-Saône. Il a été conseiller général des Vosges pour le canton de Monthureux-sur-Saône de 1871 à 1886, et sénateur des Vosges de 1882 à 1896, date de sa mort. Élu en mai 1867, membre de la chambre de commerce des Vosges créée par décret du 13 décembre 1866 il a assuré sa présidence de 1867 à 1877.
- Édouard Bresson (1826-1911), député des Vosges, ancien maire
- Charles Godard (1827-1899) est né à Monthureux-sur-Saône le 26 décembre 1827. Ancien élève de l'école des Beaux-Arts, il travaille à l'agence des travaux diocésains de Langres et est connu de Viollet-le-Duc. Il est nommé inspecteur des édifices diocésains de Langres le 24 janvier 1857. Il est nommé membre du conseil des bâtiments civils de la Haute-Marne et officier d'académie le 22 janvier 1898. Il a construit neuf églises en Haute-Marne, deux églises dans la Haute-Saône, la chapelle des Dominicains et la maison des Dames de Saint-Maur de Langres, des écoles, des fontaines et a dirigé divers chantiers de restauration.
- Jules, Léon, Auguste Honnoré, homme politique né le 29 septembre 1836 à Monthureux-sur-Saône (Vosges) et mort le 5 mai 1886 à Paris.
- Maurice Jacob, né le 2 décembre 1860 à Paris et décédé à Monthureux-sur-Saône en 1932. Il vécut à Villenauxe-la-Grande, fut notaire jusqu'en 1913 puis se maria et, tout en poursuivant une activité de journaliste à Paris, il devint rédacteur en chef de la revue du Monde Illustré. Il habita rue du Château et s'éteignit auprès de son épouse née Brouland, modiste, qui lui survécut jusqu'en 1935.
- Jules Boiteux né à Saint-Ouen-lès-Parey le 4 août 1877 et mort à Nancy le 18 octobre 1957. Issu d'une famille de sculpteurs, fils de Pierre Jules Boiteux et de Marie Lorange, Jules Boiteux arrive à Nancy pour travailler dans les ateliers de Louis Majorelle où il se spécialise dans la sculpture sur bois. Il passe ensuite chez Émile Gallé. Dans le style art nouveau dit de "l'École de Nancy", il exécute un grand nombre de travaux dont les façades des magasins aujourd'hui disparues. Deux témoins de son art sont encore conservés à Nancy : la vitrine de la boulangerie Wursthom rue des Dominicains et le plafond, classé, de la brasserie de l'Excelsior. Puis il est  engagé comme chef de l'atelier créé par Jules Cayette et se spécialise dans le mobilier religieux. Il est le restaurateur de la piéta de l'église de Senonges. Il a longtemps habité à Monthureux-sur-Saône avec sa fille Simone où sa maison existe toujours, rue du Gros-Tilleul. Il est enterré à Monthureux.
- Colonel Marie, fils adoptif de Maurice Jacob. Né dans le Calvados le 11 novembre 1895, il devint en 1918, à 23 ans, pilote d'aviation. Ses actes de bravoure pendant la grande guerre lui valut la Médaille militaire et la Croix de guerre, de capitaine il devint colonel et le titre de commandeur de la Légion d'honneur lui fut accordé. On retrouve une photographie de lui avec le capitaine Jean Baradez convoyant un avion Farman 192 destiné à être offert au négus éthiopien pour son couronnement en 1930. Décédé le 19 avril 1962, il repose aux côtés de ses parents "adoptifs" le couple Jacob.
- Henri Poincelot (1902-1980), né à Monthureux-sur-Saône et mort à Vittel. Homme politique et sénateur sous la IVe République, il est l'une des figures phare de la résistance vosgienne[46].
- Célébrités monthurolaises

### Héraldique
| Blason | Blasonnement : D'azur, à trois losanges d'or, ordonnés 2 - 1 et chargés d'un M antique de gueules. Commentaires : Ce sont les armes de Guillaume, sire de Monstreuil, que l'on peut déjà voir sur un sceau de 1321. |

## Pour approfondir